# Invictus (стихотворение)
«Invictus» (с лат. — «Непобедимый») — наиболее известное стихотворение английского поэта Уильяма Эрнста Хенли, написанное в 1875 году. Впервые было опубликовано в 1888 году в авторском сборнике «Книга стихов» (англ. Book of Verses). «Invictus» суммирует опыт многолетней борьбы автора со смертельно опасным заболеванием, от которого Хенли удалось излечиться, хотя он и получил инвалидность. По его словам, в результате этого испытания он открыл в себе необыкновенную стойкость и неустрашимость, способность сохранять ясность ума и присутствие духа перед лицом любых невзгод, что и нашло отражение в произведении. Благодаря своему содержанию, стихотворение стало весьма популярным среди англоязычной аудитории и часто используется политиками, средствами массовой информации и авторами произведений массовой культуры самых разнообразных жанров для воодушевления в обстоятельствах чрезвычайной трудности.

## История создания
C 12 лет Хенли страдал костным туберкулёзом. В 1868—1869 годах связи с осложнениями ему ампутировали левую ногу ниже колена. В начале 1870-х годов болезнь поразила и вторую ногу — возник риск её ампутации. Однако Хенли прибегнул к услугам хирурга Джозефа Листера, который в 1873 году поместил его в Королевский госпиталь Эдинбурга и смог спасти ногу. Для выздоровления пациенту пришлось перенести многократные хирургические вмешательства и оставаться в клинике прикованным к постели в течение 16 месяцев. Несмотря на эти испытания в продолжение лечения Хенли сохранял бодрость, энергичность и общительность. В больнице молодой человек занимался самообразованием, изучал иностранные языки и вёл обширную переписку. В тот период его посетило поэтическое вдохновение. Переживания больничного опыта вылились в стихотворение, известное ныне как «Invictus».

## Структура и содержание
Структура стихотворения отличается простотой: текст разбит на четыре четверостишья. Восемь слогов в каждой строке задают ритм стиха. Повествование идёт от первого лица лирического героя. Во «мраке глубокой ночи» он возносит благодарность богам «за свой непобедимый дух». Претерпевая мученья и лишенья без единого крика, он не склонил головы под ударами судьбы; вопреки пережитой опасности и ужасу смерти остался неустрашим. Автор завершает стихотворение словами героя о своей готовности к любым невзгодам и испытаниям:

…
Я властелин моей судьбы,
Я капитан моей души.Оригинальный текст (англ.)…
I am the master of my fate:
I am the captain of my soul.— перевод В. Рогова.

## Название стихотворения и русские переводы
Впервые стихотворение было опубликовано без названия (под номером IV) в 1888 году в разделе «Жизнь и Смерть (Эхо)» (англ. Life and Death [Echoes]) первого поэтического сборника Хенли «Книга стихов» (англ. A Book of Verses). На протяжении последующих лет XIX века англоязычная пресса многократно перепечатывала его под различными наименованиями, пока в 1901 году редактор сэр Артур Квиллер-Куч не включил его в «Оксфордский сборник английской поэзии» (англ. Oxford Book of English Verse) под латинским названием «Invictus», которое стало общепризнанным.
На русском языке стихотворение Хенли известно как минимум в трёх литературных переводах:
Переводы в СССР
- Александры Ивановны Курошевой (1891—1962) в «Антологии новой английской поэзии» (Ленинград, 1937)[12];
- Владимира Владимировича Рогова (1930—2000) в антологии «Европейская поэзия XIX века» (Москва, 1977)[6].

Оба переводчика сохранили вариант названия по оксфордскому изданию — лат. Invictus. При этом в примечаниях дан перевод с латинского языка — «Непобедимый».
Перевод русской эмиграции
- поэта Дмитрия Антоновича Магулы (1880—1969) в сборнике — «Fata Morgana» (Нью-Йорк, 1963). Стихотворение именуется по первой строке перевода: «Из тьмы кромешной я смотрю…» — без латинского названия[13].

Помимо вышеупомянутых публикаций, существует большое количество переводов стихотворения Хенли, зачастую анонимных, которые передают оригинальное название лат. Invictus как «Непокорённый».

## Влияние
«Invictus» явил собой поэтическое воплощение одного из самых известных идеалов викторианской эпохи — истинно английской выдержки (stiff upper lip с англ. — «присутствие духа»), — ставшего позднее клише «типичного британца». Вскоре после публикации стихотворение приобрело большую популярность и пользуется ею до сих пор благодаря частым отсылкам к нему в литературе, политических выступлениях, публикациях СМИ. Также его нередко цитируют персонажи произведений массовой культуры, как правило, в ситуациях, требующих стойкости перед лицом суровых обстоятельств. 
В литературе
- В своём письме-исповеди De Profundis 1897 года Оскар Уайльд использует реминисценцию Invictus: «Я больше не был капитаном моей души…» (англ. I was no longer the captain of my soul…)[17].

В выступлениях политиков
- 9 сентября 1941 года британский премьер-министр Уинстон Черчилль произнёс в Палате общин речь по итогам своей встречи с президентом США Франклином Делано Рузвельтом на которой была принята «Атлантическая хартия», положившая начало антигитлеровской коалиции. Своё выступление политик завершил, перефразировав две последние строчки стихотворения: «Мы по-прежнему повелители нашей судьбы. Мы всё ещё капитаны наших душ.» (англ. «We are still masters of our fate. We are still captain of our souls.»)[18];
- Последнее четверостишье стихотворения было процитировано президентом США Бараком Обамой в речи на поминальной службе, состоявшейся в ЮАР 10 декабря 2013 года в связи со смертью Нельсона Манделы. 14 декабря того же года этот отрывок был опубликован на титульной обложке журнала The Economist[19].

В массовой культуре и спорте
- В одноимённом кинофильме 2009 года (в российском прокате — «Непокорённый»[20]) Нельсон Мандела (Морган Фримен) передаёт копию Invictus Франсуа Пьенаару (фр. François Pienaar; Мэтт Деймон), капитану национальной сборной ЮАР по регби, чтобы вдохновить команду к выступлению на чемпионате мира 1995 года[16]. В действительности же Мандела передал тому выдержку из знаменитой речи 1910 года «Гражданство в республике» (англ. Citizenship in a Republic) бывшего президента США Теодора Рузвельта[21];
- C 2014 года в разных странах проводятся Invictus Games (с англ. — «Игры непобедимых») — аналогичные параолимпийским играм международные мультидисциплинарные спортивные состязания среди бывших и действующих военных, ставших инвалидами. Организованны они по инициативе британского принца Гарри, а стихотворение Хенли активно используется для популяризации соревнований. Так перед первыми играми в Лондоне в 2014 году был опубликован рекламный видеоклип, в котором знаменитые британские спортсмены и кинозвёзды, включая Луиса Смита и Дэниела Крейга, читают стихотворение Invictus[22][23];
- В эпизоде «Иэн Гэрви» (англ. Ian Garvey; восьмой эпизод пятого сезона, в эфире с 15 ноября 2017 года) американского телевизионного сериала «Чёрный список» главный герой Рэймонд Реддингтон (Джеймс Спейдер) читает вслух Invictus у постели своей напарницы Элизабет Кин (Меган Бун), когда та приходит в себя после десятимесячной комы[24].

Прочее
- В 2001 году американский террорист Тимоти Маквей отказался от своего последнего слова перед казнью, передав вместо этого записку, состоящую из стихотворения Хенли[25].